# El legado
El ciclo El legado (The Inheritance Cycle según su título original en inglés) es una saga literaria de fantasía heroica escrita por Christopher Paolini, quien empezó a redactarla a la edad de 15 años, en 1998.
Fue inicialmente publicado por la editorial de su familia, Paolini International, LLC, en 2002. Posteriormente, el libro fue descubierto por Alfred Knopf, y publicado bajo el sello Knopf. Tanto el primer libro, Eragon, como el segundo, Eldest, alcanzaron el estado de bestseller en el New York Times.
Originalmente, el ciclo estaba planeado como una trilogía, pero el autor decidió, mientras trabajaba en el tercer libro, que la historia era demasiado compleja para finalizarla en ese libro.

## Historia
El legado trata sobre un granjero llamado Eragon, de 15 años, que encuentra un huevo de dragón del que nace la dragona Saphira, la cual era la última hembra en su especie.
Este lugar antes estaba dirigido por una orden de guerreros magos y sus majestuosos dragones, los Jinetes de Dragón. El rey fue una vez uno de ellos, pero les traicionó y encaró hasta exterminarlos. Para esto contó con la ayuda de los Apóstatas, un grupo de 13 Jinetes que se puso de su lado. Tras este enfrentamiento, conservó sólo tres huevos de dragón para que la próxima generación de Jinetes estuviera a sus órdenes.
Su dominio ha sido absoluto durante 100 años, pero no todos están de acuerdo con la situación: elfos y enanos se refugiaron en sus respectivos territorios, ocultos al resto del mundo, junto a un grupo numeroso de humanos, los Vardenos, que desde entonces han luchado en contra del despótico gobierno de Galbatorix. En una de sus numerosas acciones consiguieron sustraer al rey uno de los huevos de dragón, y año tras año el huevo viajaba del territorio de los vardenos al de los elfos y viceversa con la esperanza de que el dragón (o dragona) saliese del huevo y poder tener así un Jinete con el que contar. Viéndose en un apuro mientras viajaba con el huevo, Arya la elfa se vio obligada a enviarlo a gran distancia mediante magia, para evitar que el rey lo recuperara, pero accidentalmente el huevo cayó en manos de un joven llamado Eragon, ante el cual se abriría el huevo.
Según la película:
Eragon se dedicó a criar al dragón en secreto. En un momento mientras Eragon le enseñaba a volar con sus alas, la marca de la mano de Eragon -la cual es el significado de Jinete de Dragones- brilla y hace que su dragón la cual se nombra como Saphira creciera muy rápido y de repente se convirtió en un dragón adulto, además que ahora Saphira puede hablar telepáticamente y ver los pensamientos de Eragon tanto él como los pensamientos de ella. Sin embargo, no muchas cosas parecían tan interesantes para cuando Eragon ve el carnicero del pueblo siendo atacado por unos asesinos Ra´zac que buscaban el huevo que resultó ser Saphira. El carnicero le dice a los asesinos que lo tiene Eragon, que vive en una granja lejos del pueblo pero aunque haya dicho lo que querían, los asesinos de igual forma lo mataron. Eragon al ver esto corre rápidamente hacia su tío para avisarle de los Ra´zac con Saphira pero para cuando llegó ya había sido muy tarde: llegó a su casa solo para ver a su tío ya muerto.
Ahí llega Brom y cuando se da cuenta de que Eragon es un Jinete de Dragones se dedicó a proteger a él y a Saphira y los tres inician un viaje para derrotar a Durza. Durante el viaje llegan a una ciudad donde son atacados por secuaces de Durza, que son derrotados por Eragon con una magia llamada "Brisingr". Sin embargo, tras hacerlo queda inconsciente, pero Saphira vio a su jinete desmayarse y con la ayuda de Brom huyen de la ciudad. Al despertar Eragon empieza a aprender a montar a Saphira. Eragon se emociona mucho verse volando en los lomos de un dragón. Es entonces cuando Eragon ve a los asesinos Ra´zac que mataron a su tío que se dirigen a la posición de Brom. Eragon y Saphira con deseos de venganza por la muerte del tío Garrow se acercan a ellos para atacarlos pero un Ra´zac ataca a Eragon por la espalda tumbándolo de su dragón y Saphira pierde el control del vuelo impactando uno de sus alas en un árbol y quedando herida. Eragon y Brom derrotaron a los asesinos poco después.
Es en ese momento en el que Eragon descubre que Brom también es un Jinete de Dragones, a lo cual Brom dice que ya no lo es. Cuando Eragon le pregunta por su dragón, Brom le responde que murió tratando de protegerlo ante un jinete llamado Morzan con la espada que Brom tiene. Tras la muerte de su dragón fue a un viaje en busca de Morzan y cuando lo encontró agarró su espada y la encajó en su corazón. Mientras él moría, también su dragón moría: si un jinete muere, el dragón del jinete también sufrirá el mismo destino, pero tras la muerte de Morzan, Galbatorix se encargó de matar a todos los Jinetes de Dragones. Brom sintió culpa por ello y es por eso que Eragon y Saphira son la única esperanza.
En la noche, Durza usa a Arya para atraer a Eragon. Mientras él dormía, tuvo una visión de Arya de que lo rescatara, por la cual Eragon cayó en el anzuelo de Durza. Mientras rescataba a Arya se encuentra con Durza y le lanza una flecha venenosa a Eragon. Sin embargo, Brom se atraviesa en el trayecto y recibe la flecha en su lugar. Eragon y Saphira escaparon junto con Arya y Brom con dificultad, pero Brom estaba al borde de la muerte. Eragon intenta ayudarlo usando una magia de curación llamada "Whise Heil", pero en vano fue debido a que no tenía la fuerza necesaria para dominar esa magia. Eragon se disculpa con Brom y Saphira le dice a Eragon que lo dejara morir con dignidad. Eragon lo hace pero no sin darle un vuelo de paseo a Brom como último momento para Brom como ex-jinete de dragones. Brom muere en los lomos de Saphira volando con dignidad intentando proteger a Eragon tanto como su dragón murió tratando de protegerlo a él.
Eragon sepulta a Brom bajo una pila de rocas y Saphira usando algo de magia convierte las rocas en diamantes y siguen su camino con Arya. En el camino, Arya es envenenada por Durza y Saphira encuentra a un sujeto extraño que ayudó a Eragon y Saphira a escapar del castillo de Durza llamado Murtagh, el hijo de Morzan, y este decide ayudar a Eragon a llegar a la base de los vardenos.
A la llegada de la base es donde Eragon descubre que Murtagh es hijo de Morzan, el sujeto que mató al dragón de Brom, y los vardenos lo encarcelan por más que Murtagh odie a su padre. Eragon, Saphira y los vardenos se preparan para el asalto que harán Durza y su ejército. Eragon le pregunta a Saphira por qué lo eligió él, a lo cual ella responde que un dragón solo elige a un jinete con el corazón. Eragon le dice que tiene miedo y Saphira le vuelve a responder que no hay valentía si no se tiene miedo ante algo y que estando juntos como uno solo, son más bien sus enemigos quienes deben temer. Eragon dice "Y estamos unidos, ¿verdad, Saphira? SOMOS UNO" y Saphira responde lanzando fuego por primera vez con Eragon sonriendo tomando eso como un sí. Los vardenos luchan con el ejército de Durza mientras que Eragon y Saphira se encargan de Durza y un dragón creado con magia negra. La situación se vuelve muy difícil para los dos y más cuando el dragón de sombra de Durza muerde a Saphira dejándola gravemente herida y a Eragon que Durza lo hirió en la espalda con una espada de magia negra. Eragon, quedando sin opción, se prepara para hacer un ataque sorpresa desde la cola de Saphira, el cual funciona perfectamente y Eragon consigue encajar su espada en el corazón de Durza poniendo fin a su maldad. Pese a que cae en picado, Saphira consigue atraparlo. Herida y muy débil no consigue tener la fuerza para seguir volando pero apenas consigue proteger a Eragon con sus alas y ambos impactan en la tierra.
Eragon se acerca a Saphira y ve la herida. Eragon negándose a dejar ir a su amiga dragona vuelve a usar la magia "Whise Heil", la cual en un principio no parecía haber funcionado y además que se desmaya por la herida que tiene tanto como Saphira también. Al día siguiente Eragon despierta en una habitación al cuidado de Murtagh. Cuando Eragon le pregunta por Saphira, Murtagh solo le responde que hay amigos irremplazables. Eragon toma esa respuesta como que su dragón ha muerto, pero la situación se vuelve feliz cuando Saphira aparece en la entrada de la habitación, lo cual significa que Eragon consiguió curar su herida después de todo con Murtagh respondiendo que por suerte no hay que reemplazarlos. Eragon está contento de que esté bien y sorprendido de que haya conseguido curarla y Saphira le responde que "no debiste hacerlo, fue imprudente, pero me alegro que lo hicieras". Eragon responde: "no fue un viejo sabio que ha dicho 1 porción de valentía son 3 porciones de tonto", a lo cual Saphira responde que Brom estaría orgulloso de él y Eragon cambia eso a que estaría orgulloso de los dos.

## Libros
La saga consta de los siguientes títulos:
- Eragon (Eragon, 2003 y 2003)
- Eldest (Eldest, 2005)
- Brisingr (Brisingr, 2008)
- Legado (Inhiritance, 2011)
- Murtagh (Murtagh, 2023)

## Personajes principales
- Eragon: protagonista principal, el nuevo Jinete de Dragón
- Saphira: protagonista principal, la nueva dragona y compañera de Eragon.
- Brom Holcombsson: maestro de Eragon, cuentacuentos, ex-Jinete de Dragón.
- Galbatorix: Jinete de Dragón corrompido y rey del imperio. Principal antagonista.
- Arya: elfa que custodió el huevo de Saphira, y embajadora de su pueblo ante los Vardenos. Amor platónico de Eragon. Después de la caída de Galbatorix se convierte en Jinete de dragón, cuyo dragón se llama Fírnen, y posteriormente reina de los elfos a la muerte de su madre.
- Garrow: padre de Roran y tío de Eragon asesinado por los Ra'zac en el primer libro.
- Roran Garrowsson: primo mayor de Eragon.
- Orik: enano que sigue a Eragon en sus aventuras, ayudándole y enseñándole, y su hermano adoptivo, posteriormente rey de los enanos.
- Murtagh Morzansson: misterioso amigo de Eragon, posteriormente se convierte en Jinete cuyo dragón se llama Espina/Thorn. Luego se da a conocer como el hermano de Eragon.
- Espina: Dragón Rojo unido a Murtagh, ambos unidos por el juramento antiguo a Galbatorix.
- Firnen: Dragón Verde unido a Arya después de la caída de Galbatorix.
- Nasuada: hija de Ajihad y líder de los vardenos después de morir éste. Posteriormente es reina de Alagaësia.
- Oromis: Jinete de Dragón elfo, profesor y educador de Eragon durante su estancia en Ellesméra. Está lisiado al igual que su dragón Glaedr. Asesinado por Murtagh (a quien Gabatorix controlaba) en Gil'ead.
- Morzan: uno de los reclutas más fieles de Galbatorix. Fue un antiguo amigo de Brom y también un Jinete de Dragones hasta que se unió a Galbatorix y entre uno de los asesinatos que hizo fue el dragón de Brom, por lo cual es la razón se hace tomar a Brom un ex-jinete de dragón. Muere a manos de su antiguo amigo como venganza por la muerte de su dragón. Tras la muerte de Morzan también murió su dragón.
- Selena: madre de Eragon y de Murtagh, hermana de Garrow y tía de Roran. Se enamoró locamente de Morzan y quedó embarazada de Murtagh. Luego se enamoró de Brom y quedó embarazada de Eragon, a quién entregó a su hermano Garrow. Muere tras la muerte de Morzan.